# エ・ネスト
株式会社エ・ネスト (E・Nesto) は、東京都港区にある芸能プロダクション。キャスティングプロデューサーの名塚新一郎が1991年に設立した。

## 所属者

### 男性
- 新藤栄作
- 高松しげお
- 小沢象
- 清郷流号
- 若林豪
- 朝倉一
- 鹿島信哉
- 山本まなぶ
- 山田アキラ
- 木谷匡勝
- 泉堅太郎
- 勝亦正
- 辛島陽一
- 冨江洋平
- 中山将志
- 澄一
- 蒼島えいすけ
- 植田恭平
- 上野哲太郎
- 丸本育寿
- 恵中剛
- 菅原信一
- 小川達也
- 神山拓也

### 女性
- 汀夏子
- 宮園純子
- 村上理子
- 山咲カンナ
- 大田沙也加
- 品川恵子
- 麻乃佳世
- 松風はる美
- 鳥居ちゃちゃ
- 塩崎沙織
- 佐々木孝恵
- 鶴巻聖美
- 秋吉久美子(業務提携)

### 作家
- 石森史郎
- 田中貴大

## 過去の所属者
- 市川翔子（現在[いつ?]は引退）
- 内田勝正（死去）
- 大浦龍宇一（現在はキャストパワーへ移籍）
- 川合伸旺（フリーに転身後死去）
- 高松英郎（死去）
- 灰地順（死去）
- 佐藤蛾次郎（死去）
- 喜多村緑郎(ケイロックスへ移籍)